# 이토 다쿠야 (1974년)
이토 다쿠야(일본어: 伊藤 琢矢, 1974년 6월 11일 ~ )는 일본의 전 축구 선수다.

## 구단 경력
과거 오미야 아르디자, 파지아노 오카야마, 기라반츠 기타큐슈에서 활동하였다.